# Sushmita Banerjee
Pour les articles homonymes, voir Banerjee.
Sushmita Banerjee ou Sushmita Bandopadhyay, née en 1964 à Calcutta et morte assassinée dans la nuit du 4 au 5 septembre 2013 dans la province afghane de Paktîkâ, est une écrivaine indienne, également connue en Afghanistan sous le nom de Sayeda Kamala depuis sa conversion à l'islam.
Son livre autobiographique, Kabuliwalar Bangali Bou, paraît en 2000 et est adapté au cinéma en 2003 sous le titre Sauvée des talibans (Escape from Taliban).

## Biographie
Sushmita Banerjee est née en 1964 à Calcutta en Inde.
En 1988, elle épouse l'homme d'affaires Jaanbaz Khan, un négociant de fruits, après l'avoir rencontré à Calcutta,. L'année suivante, elle s'installe en Afghanistan, dans le village de son mari, et ouvre un dispensaire à son domicile. Selon elle, la région subit une vague de répression en 1993 et les talibans le font fermer. Alors que son mari se trouve à Calcutta, elle tente de quitter le pays à plusieurs reprises avant d'arriver à ses fins,.
Elle raconte son histoire dans un magazine indien en 1998, avant de faire publier un récit autobiographique sous le titre Kabuliwala's Bengali Wife (Kabuliwalar Bangali Bou). Le livre, paru en 2000, a inspiré à Bollywood le film Sauvée des talibans (Escape from Taliban),. L'auteure, dont le rôle est interprété à l'écran par l'actrice indienne Manisha Koirala, estime que le scénario « diabolise » son mari et sa famille.
Après son retour en Afghanistan, Sushmita Banerjee travaille en tant qu'aide-soignante. 
Le 5 septembre 2013, elle est retrouvée morte non loin d'une école coranique de la province afghane de Paktîkâ, où le couple résidait, victime selon la police d'un attentat taliban. Le mouvement a nié être impliqué dans son assassinat,.